# 價值澄清法
價值澄清法是個人價值信念的形成所經過的歷程。L.E. Raths & S.B. Simon 強調價值的形成必須經過三個段七個步驟：

## 選擇階段（Choosing）

### 自由選擇
個人的價值觀，必須經過自由選擇的歷程，才能生根，在未經威迫下，個人所做的決定或選擇，才能引導個人行為，填鴨式的強迫灌輸，大多僅止於表面行為而已。經過自由選擇後產生的價值觀念，才能引導個人的行為。

### 從多種選項中選擇
真正的價值觀念，是經過選擇的結果，個人若無選擇的途徑，事實上選擇的的行為不可能發生，而真正的價值也就無法發展。因此，個人價值的建立，要由多種可能的選項中選擇才有意義。

### 深思熟慮後選擇
在感情衝動下，或未經思考，若貿然選擇，不能主導真正的價值。個人唯有對各種不同的途徑的後果，加以深思熟慮，經過分析，比較利弊得失後，做出理智的決定，才能成為真正的價值，才可作為生活的指南。

## 珍視階段（Prizing）

### 重視所做的選擇
個人對自己認為有價值的事物，一般都會加以珍惜、重視，當價值理念經個體選擇後珍視之，必定為之感到驕傲和快樂。而成為價值的部份，作為生活上的準繩。

### 願公開表示選擇
經審慎思考後的選擇，人常會願意在大眾面前表示自己的價值，承認自己的價值，以及擁護自己的價值，以它為榮，自然樂意對外公開。

## 行動階段（Acting）

### 採取行動
價值觀念能左右行動的方向，當個人認為具有價值的東西，一定會努力去實踐、完成，百折不撓，鍥而不捨的採取行動。

### 重複實行
當個人的一些信念、看法和態度，已達到價值階段時，則會成為價值體系的一部分，一而再、再而三的表現在行為上，出現在不同的生活和空間。